# Jan Smeets
Jan Smeets (ur. 5 kwietnia 1985 w Lejdzie) – holenderski szachista, arcymistrz od 2004 roku.

## Kariera szachowa
Od dziesiątego roku życia corocznie reprezentował Holandię w turniejach o mistrzostwo świata i Europy juniorów we wszystkich kategoriach wiekowych, najlepszy wynik osiągając w roku 2005 w Stambule, gdzie zajął V miejsce w mistrzostwach świata do lat 20. W 1998 zdobył w Leiden złoty medal w mistrzostwach Holandii juniorów do lat 14, sukces ten powtarzając w roku następnym również w Leiden. Kolejny tytuł mistrza kraju zdobył w roku 2000 (w kategorii do lat 16), natomiast w 2002 podzielił II lokatę (wraz z Erwinem l'Ami) w mistrzostwach Holandii juniorów do lat 20. W tym roku odniósł również pierwszy znaczący sukces w turnieju międzynarodowym, dzieląc I miejsce (wraz z Tomi Nybäckiem) w Hengelo. W 2003 podzielił I lokatę (wraz z m.in. Łukaszem Cyborowskim) w kołowym turnieju w Lippstadt. W 2005 osiągnął jeden z najlepszych wyników w swojej karierze, dzieląc wraz z Szachrijarem Mamediarowem II miejsce w bardzo silnie obsadzonym turnieju B festiwalu Corus w Wijk aan Zee (za Siergiejem Karjakinem, a przed m.in. Peterem Heine Nielsenem, Iwanem Czeparinowem, Aleksandrem Oniszczukiem, Magnusem Carlsenem i Predragiem Nikoliciem). W 2007 r. podzielił II m. (za Eltajem Safarlim, wspólnie z Friso Nijboerem, Janem Werle i Jewgienijem Postnym) w otwartym turnieju w Hoogeveen. W 2008 r. odniósł duży sukces, zdobywając w Hilversum tytuł indywidualnego mistrza Holandii. Zajął również III m. (za Michaelem Adamsem i Loekiem van Welym) w memoriale Howarda Stauntona w Londynie. W 2010 r. zdobył w Eindhoven drugi w karierze tytuł mistrza Holandii.
Wielokrotnie reprezentował Holandię w turniejach drużynowych, m.in.:
- trzykrotnie na olimpiadach szachowych (w latach 2008, 2010, 2012)[3],
- trzykrotnie na drużynowych mistrzostwach Europy (w latach 2009, 2011, 2013)[4].

Najwyższy ranking w dotychczasowej karierze osiągnął 1 lipca 2010 r., z wynikiem 2669 punktów zajmował wówczas 66. miejsce na światowej liście Międzynarodowej Federacji Szachowej, jednocześnie zajmując 3. miejsce wśród holenderskich szachistów.